# Lorenzo Cappelli
Lorenzo Cappelli (Mercato Saraceno, 2 giugno 1922 – Cesena, 15 ottobre 2015) è stato un politico italiano.
Esponente di punta della Democrazia Cristiana romagnola negli anni di maggiore contrapposizione con l'allora Partito Comunista, ha dedicato la sua intera vita all'impegno pubblico. Ha ricoperto tutti i ruoli politici, sia nel partito di riferimento (da semplice iscritto a segretario provinciale della DC) sia nelle istituzioni pubbliche (da assessore a sindaco fino a Senatore della Repubblica).

## Biografia
Lorenzo Cappelli nacque nel 1922 a Monte Castello, frazione di Mercato Saraceno (Appennino cesenate). Il padre Amedeo era possidente. Ebbe tempo di frequentare la prima classe delle scuole elementari nel paese natio, poi all'età di sette anni si trasferì con i genitori a Rimini. Qui trascorse tutto il resto dell'infanzia e la giovinezza.
Al liceo classico ebbe come compagno di classe Riccardo Fellini, fratello del famoso regista Federico. Conobbe anche Sergio Zavoli, Renato Zangheri, l'avvocato Benzi (il "Titta" di Amarcord) e Filippo De Pisis.
Nel 1942 iniziò il suo impegno politico nell'ambito dell'antifascismo riminese. Nel 1944 Rimini fu l'epicentro della guerra nell'Adriatico: la famiglia Cappelli decise di ritornare nella valle del Savio.
Il 1947 fu un anno di svolta: il 21 settembre si sposò con Nada Rossi (dall'unione nacquero Lorenzo e Lidia) e poco dopo si laureò in fisica all'Università di Bologna con il professor Gilberto Bernardini (tesi sul microscopio elettronico). Successivamente Cappelli iniziò ad insegnare nelle scuole medie di Sarsina, Ranchio e San Piero in Bagno. Svolse per un quarantennio la professione di insegnante di matematica. Concluse la carriera scolastica nelle funzioni di preside e ispettore del Ministero dell'Istruzione.
Infine, il 30 dicembre 1947, a 25 anni, fu eletto sindaco di Sorbano (due km da Sarsina, oggi frazione), in una lista del Fronte popolare, sostituendo il sindaco dimissionario Luigi Bartolini. Negli anni successivi la sua visione politica subì un mutamento. L'Italia, uscita ferita dai bombardamenti della seconda guerra mondiale, era impegnata in una lunga opera di ricostruzione. Tra i protagonisti della ricostruzione a livello nazionale vi fu il ministro del Lavoro Amintore Fanfani. Cappelli ne abbracciò le idee, lasciando il Psdi di Saragat, nel quale precedentemente si riconosceva.
Aderì alla Democrazia Cristiana, con la quale nel 1951 si candidò e ottenne la carica di sindaco di Sarsina, già ricoperta anni addietro dal nonno, Luigi Cappelli. L'anno dopo s'iscrisse al partito di De Gasperi.
Fu artefice della ricostruzione dopo le distruzioni belliche: utilizzò i fondi statali per l'edilizia pubblica (case popolari, scuole, strade, rete elettrica) e si fece promotore della crescita economica, convincendo importanti imprese ad insediarsi nel territorio sarsinate (un esempio su tutti: la ditta tedesca Vossloh, attiva nel campo elettrico, che diede lavoro a 300 operai, tutti del luogo). Cappelli rimase sindaco della cittadina romagnola per 12 mandati, tranne una breve interruzione. Fu promotore della costruzione della superstrada Ravenna-Orte.
Parlamentare per tre legislature (alla Camera: 1976-1979 e 1979-1983, poi al Senato: 1987-1992); durante il mandato mantenne sempre la carica di sindaco di Sarsina.
Nel 1990 fondò, insieme al forlivese Stefano Servadei, il «Movimento per l'Autonomia della Romagna» (MAR), attraverso il quale dedicò il proprio impegno alla costituzione della Regione Romagna.
Nel 1994 la nuova legge sull'elezione diretta dei sindaci lo costrinse lasciare l'incarico di primo cittadino per una consiliatura. Fu poi rieletto nel 1999. Nel 2009 lasciò la guida del Comune di Sarsina dopo 54 anni e dodici mandati da sindaco. Amava citare Paolo VI: «La politica è la più alta espressione della carità cristiana».
Morì il 15 ottobre 2015 all'età di 93 anni.

## Incarichi istituzionali
- Deputato per due legislature (1976-1979 e 1979-1983);
- Senatore della Repubblica (1987-1992);
- Sindaco di Sarsina per 54 anni (fu eletto per dodici mandati)[7] e dell'ex comune di Sorbano per tre anni;
- Primo Presidente della Comunità Montana;
- Presidente dell'Istituto Autonomo delle Case Popolari della Provincia di Forlì.

## Incarichi in associazioni
- Presidente della Camera di Commercio di Forlì (1971-1976);
- Presidente dell'Unione Regionale delle Camere di Commercio;
- Presidente della Rubiconda Accademia dei Filopàtridi (dal 1º aprile 1989 al 29 aprile 2009)[8];
- Primo Tribuno di Romagna (dal dicembre 1999[9] al 2012);
- Fondatore e presidente del Movimento per l'Autonomia della Romagna (MAR).